# Південна (станція метро)
55°37′20″ пн. ш. 37°36′31″ сх. д. / 55.62222° пн. ш. 37.60861° сх. д.
«Південна» (рос. Южная) — станція Серпуховсько-Тимірязівської лінії Московського метрополітену. Відкрита у складі черги «Серпуховська» — «Південна» 8 листопада 1983 .

## Технічна характеристика
Конструкція станції — односклепінна мілкого закладення (глибина закладення — 10 м). Побудована за типовим проектом з монолітного залізобетону.

## Оздоблення
В оздобленні стін використано мармур теплих (у вестибюлі) і холодних (в підземному залі) відтінків. Тема архітектурно-художнього оздоблення — «Природа Підмосков'я». На білому тлі виділяються мармурові вставки з малюнком, імітуючі воду, що ллється. Торцеві стіни залу прикрашені мозаїчними панно «Пори року», що гармонійно поєднуються з мармуровими вставками. На підлозі викладено орнамент з сірого і чорного граніту. У центрі підземного залу встановлені лави для пасажирів, що нагадують невеликі пароплави з щоглами — світловими покажчиками. За склепінням уздовж станції розміщені 26 ніш з декоративними світильниками, пофарбовані в небесно-блакитний колір.

## Вестибюлі і пересадки
Станція має два підземних вестибюля. Підйоми до них з платформи обладнані ескалаторами. Над виходами з метро в останні роки надбудовано павільйони, де розташовуються магазини, обмінні пункти, банки і ресторан «Південна ніч». По підземних переходах можна вийти на Сумську, Кіровоградську та Дніпропетровську вулиці. Поблизу станції розташовані критий Південний ринок, кінотеатр «Ашхабад», торгово-розважальний комплекс «Глобал-Сіті», зупинки приміських автобусів, що обслуговують багато приміські маршрути в південну частину Московської області (зокрема, до міст Серпухов, Протвино, Пущино, Чехов, Оболенськ) і північно-східну частину Калузької області (до міста Кременкі).

### Пересадки
Автобуси: м95, м97, с908, с914, 922, с929, 938, с941, 947, с960, с970, 980, с988;

## Колійний розвиток

Схема колійного розвитку станції «Південна»

Станція з колійним розвитком — 6 стрілочних переводів, перехресний з'їзд і 2 станційних колії для обороту та відстою рухомого складу.
За станцією розташовані тупики, що використовувалися для обороту потягів до продовження лінії до «Празької». Тепер вони використовуються для відстою потягів.